# Since Cincinnati
Since Cincinnati – album na żywo Elvisa Presleya, składający się z przedostatniego koncertu z 25 czerwca 1977 w Cincinnati, stan Ohio jaki Elvis dał niecałe dwa miesiące przed swoją śmiercią 16 sierpnia 1977 r. Wydany w 1990 roku. Wtedy też ostatni raz śpiewał If You Love Me, And I Love You So, My Way oraz Unchained Melody.

## Lista utworów
1. "Gospel (by J.D. Sumner & the Stamps) Gospel (by J.D. Sumner & the Stamps) Hot hot Sunday (by The Sweet Inspirations) If You Leave Me Now (by The Sweet Inspirations)"
2. "2001 Theme"
3. "C.C. Rider – dialogue"
4. "I Got a Woman – Amen"
5. "Love Me"
6. "If You Love Me "
7. "You Gave Me a Mountain"
8. "Jailhouse Rock"
9. "’O sole mio – It’s Now or Never"
10. "Little Sister"
11. "Teddy Bear – Don’t Be Cruel"
12. "And I Love You So"
13. "My Way"
14. "Band Introductions"
15. "Early Morning Rain
16. "What’d I Say
17. "Johnny B. Goode
18. "Introductions; Vernon on stage"
19. "Unchained Melody"
20. "Hound Dog"
21. "Can’t Help Falling in Love"
22. "Closing Vamp"